# Biron (Dordogne)
Biron település Franciaországban, Dordogne megyében. Lakosainak száma 146 fő (2022. január 1.). Biron Gaugeac, Gavaudun, Lacapelle-Biron, Soulaures, Vergt-de-Biron és Paulhiac községekkel határos.

## Népesség
A település népességének változása:
| Lakosok száma | 123  | 120  | 132  | 173  | 188  | 191  | 162  | 144  | 142  | 146  |
|               | 1968 | 1982 | 1990 | 2006 | 2013 | 2015 | 2017 | 2019 | 2020 | 2022 |